# Xenodon pulcher
Espèce
Synonymes
- Heterodon pulcher Jan, 1863
- Lystrophis pulcher (Jan, 1863)

Xenodon pulcher  est une espèce de serpents de la famille des Dipsadidae.

## Répartition
Cette espèce se rencontre :
- dans le sud du Paraguay ;
- dans l'est de la Bolivie ;
- dans le sud-ouest du Brésil ;
- dans le nord de l'Argentine dans les provinces de Jujuy, de Salta, de Formosa, du Chaco, de Corrientes, de Catamarca, de Tucumán, de Santiago del Estero, de San Luis, de Córdoba et d'Entre Ríos.

## Publication originale
- Jan, 1863 : Enumerazione sistematica degli ofidi appartenenti al gruppo Coronellidae. Archivio per la zoologia, l'anatomia e la fisiologia, vol. 2, no 2, p. 213-330 (texte intégral).